# Heretkofel
Heretkofel är ett berg i Österrike.   Det ligger i distriktet Lienz och förbundslandet Tyrolen, i den centrala delen av landet, 300 km sydväst om huvudstaden Wien. Toppen på Heretkofel är 2 000 meter över havet.
Terrängen runt Heretkofel är bergig åt nordväst, men åt sydost är den kuperad. Runt Heretkofel är det ganska glesbefolkat, med 30 invånare per kvadratkilometer.. Närmaste större samhälle är Obertilliach, 6,1 km nordost om Heretkofel. 
I omgivningarna runt Heretkofel växer i huvudsak barrskog.